# Cornu de Sus (Cornu), Prahova
Cornu de Sus este un sat în comuna Cornu din județul Prahova, Muntenia, România. Vechea denumire a localității era Poduri. Denumirea actuală apare prin secolul al XIX-lea.
Este atestat documentar din anul 1581.
În 1831, așezarea este menționată ca un sat cu 92 de gospodării, în plaiul Prahova. Localitatea este menționată ca făcând parte din comuna Cornu de Jos, plaiul Prahovei, în 1864. În 1892, așezarea are 272 de locuitori, 102 bărbați și 170 femei.